# Empalme al Ingenio San Lorenzo
Empalme al Ingenio San Lorenzo era el punto estratégico donde la vía a Colonia San Juan podía desviarse hacia el sencillo ramal al Ingenio San Lorenzo. El empalme ferroviario tenía la función clave de coordinar operaciones desde o hacia la estación ferroviaria de San Lorenzo de la Línea Económica al Valle del Río Negro con las instalaciones productivas del ingenio azucarero de la histórica Compañía Industrial Agrícola  San Lorenzo Limitada, en la Provincia de Río Negro, en Argentina.
El empalme funcionó solo para formaciones de cargas y su presencia fue constante en la mayoría de los itinerarios e informes del ferrocarril, incluso hasta después del cierre  en 1941 del gran ingenio rionegrense.

## Toponimia
El nombre se tomó del punto de unión que aquí se daba en la vía principal de la Línea Económica al Valle del Río Negro y el desvío hacia el ramal al histórico Ingenio San Lorenzo. Justamente, el ingenio producía azúcar a partir de remolachas le dio el complemento final. 

## Datos Geográficos
Se hallaba a tan solo 100 metros de estación San Lorenzo por lo que se facilitaba su operación con el personal de esa estación. Su elevación era de 54 metros sobre el nivel del mar. Era un punto estratégico al derivar los rieles hacia el punto que más cargas concentraba de toda la línea tanto en el envío de materia prima como en el despacho de la producción final.  El mismo fue ubicado en el kilómetro 75 pasando San Lorenzo. En tanto, para su mayor operabilidad se contaba con un triángulo que ayudaba a diagramar las direcciones de las formaciones entrantes o salientes al ramal del ingenio. 

## Historia
El ramal entró en funcionamiento en 1933 cuando el gran ingenio azucarero demandaba evacuar su producción e ingresar materias primas. En un primer momento la vía se tendió desde el ingenio, una vez llegado a San Lorenzo se proyectó un empalme para continuar en dirección a Conesa y San Juan en forma futura. Por otro lado, se proyectó la vía hacia estación Nuevo León, pero los ingenieros vieron más viable un trazo hacia General Lorenzo Vintter. Esto se verifica en el itinerario de 1934 que incluyó puntos operativos del ramal para ese año y otros en construcción desde General Conesa hacia Colonia San Juan y un empalme con la vía ancha de Vintter. Para 1935 fue formalmente abierta toda la línea.
El empalme era un punto estratégico que repartía las operaciones de carga hacia Vintter o direccionaba materias primas para abastecer y para cargar la producción del ingenio. El intenso trabajo de carga del empalme se detuvo con el cierre del Ingenio San Lorenzo en 1941. Desde entonces, a pesar de quedar desierta su función y utilidad continuó apareciendo en algunos itinerarios, incluso hasta 1946. Posteriormente, el empalme junto con todo el ramal al ingenio fue formalmente clausurado en 1958 como sugiere un informe de ese año. El resto del ferrocarril se mantuvo operativo hasta 1961 cuando todo el ferrocarril fue clausurado en el marco del plan Larkin impulsado por el radical Arturo Frondizi. Años más tarde, todo el ramal sería levantado desde 1968.

## Infraestructura
Este punto fue clasificado, según un informe de 1958 y datos del itinerario del FCE de 1945 sugieren a San Lorenzo como controladora del empalme y toda su infraestructura. El empalme también poseía un ingreso al ramal del ingenio en la vía desde General Conesa.De este modo, la estación San Lorenzo era la más estratégica del ramal dado que a cien metros de ella salía el empalme al ingenio San Lorenzo, eje productivo del ferrocarril de trocha angosta. Es por este motivo que San Lorenzo tenía el mayor equipamiento tras Vintter. Para poder operar el empalme se valía de:
- Triángulo.
- Ramal de 3.328 metros al ingenio remolachero.

## Funcionamiento

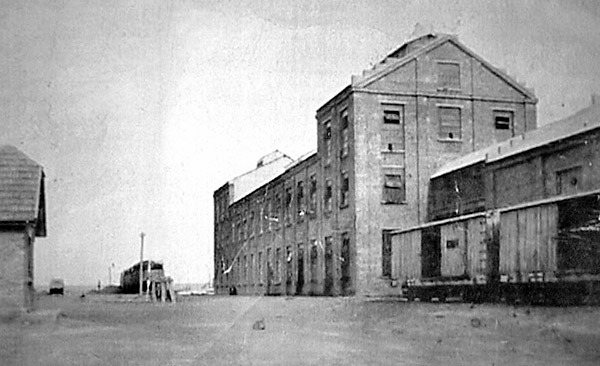
El apeadero del ingenio recibiendo una formación de cargas. El ferrocarril, a partir de este empalme, podía derivar operaciones cargueras a través de un ramal que auxiliaba al ingenio para abastecerlo o despachar su producción.

El análisis de documentos como los itinerarios, informes y guías de horarios lo largo del tiempo muestra como fue variando la situación de este punto periodo de tiempo:
El primer itinerario que abordó la línea fue confeccionado el 10 de diciembre de 1934. El mismo, incluye al ramal en las líneas del Estado; sección líneas Patagónicas. En este documento se demuestra que antes de la inauguración de 1935, el ferrocarril ya estaba casi construido y en funcionamiento. De este modo, todos los puntos menos El Porvenir estaban creados y figuraban en el itinerario. Sin embargo, el viaje solo se realizaba para cargas condicionales para el tramo Ingenio/San Lorenzo - Vintter; y desde San Lorenzo en adelante se informaba la leyenda "en construcción" para estaciones Conesa y Sosa. Las cargas corrían en forma ascendente todos los días menos los domingos desde Vintter a las 8:00 para arribar a San Lorenzo a las 13:00. En tanto, trenes descendentes corrían diariamente, menos los lunes, desde San Lorenzo a las 8 con arribo a Vintter a las 13:15. En cuanto a detalles del empalme, fue nombrado por su nombre completo y no se informó detalles como en que horarios era operado para derivar las cargas hacia el ingenio; punto eje de todas las cargas en ese año y de toda la actividad.
El segundo documento que abordó el ramal fue la guía de horarios de Ferrocarriles del Estado de 1936. En la misma se centró en los servicios de pasajeros. En ella se detalló que el ramal operaba sus servicios con trenes mixtos desde estación Plaza Constitución los jueves desde las 20:15, pasando por estación Carmen de Patagones a las 12:20 y a las 16:17 arribaba a estación General Lorenzo Vintter. Luego, partía de la misma a las 16:50 para terminar el viernes a las 21:20 en Sosa. En tanto, los domingos salía de estación Plaza Constitución a las 20:25, pasando el lunes por estación Carmen de Patagones a las 16:25 y a las 20:17 arribaba a estación General Lorenzo Vintter. Luego, partía de la misma a las 20:50 para terminar el martes a las 1:20 en Sosa. Por otro lado, el regreso se producía el jueves a las 3 a. m. desde Sosa, arribando a Vintter a las 7:15 y volver a salir de la misma a las 7:56. Una vez empalmada la trocha ancha se alcanzaba estación Carmen de Patagones a las 10:40 y se concluía en Constitución el viernes a las 10:50 del viernes. En cambio, el domingo la vuelta variaba partiendo a las 8:10 a. m. desde Sosa, arribando a Vintter a las 12:35 y volver a salir de la misma a las 14:03. Una vez empalmada la trocha ancha se alcanzaba estación Carmen de Patagones a las 17:00 y se concluía en Constitución el viernes a las 11:00 del lunes. La extensa referencia a los servicios de pasajeros llevó a que el empalme centrado en las cargas no fuera tenido en cuenta en esta guía.

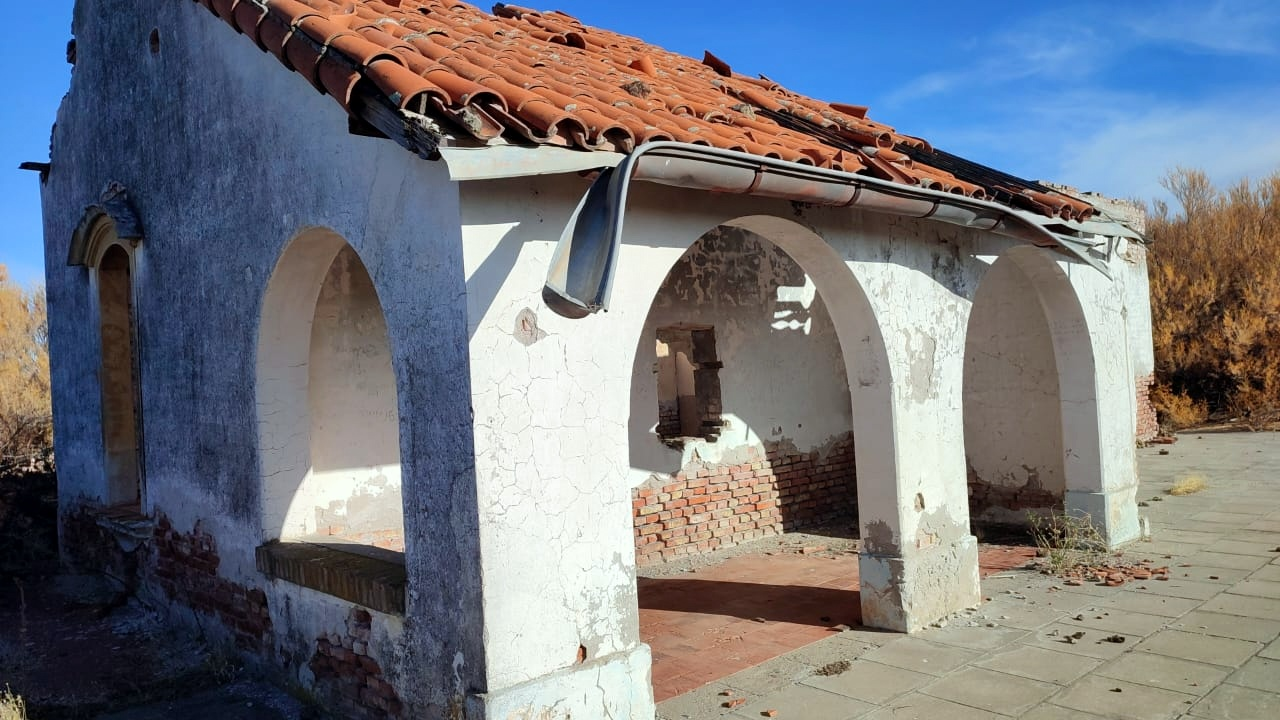
Vista desde el andén a los restos de la estación San Lorenzo que operaba el empalme.

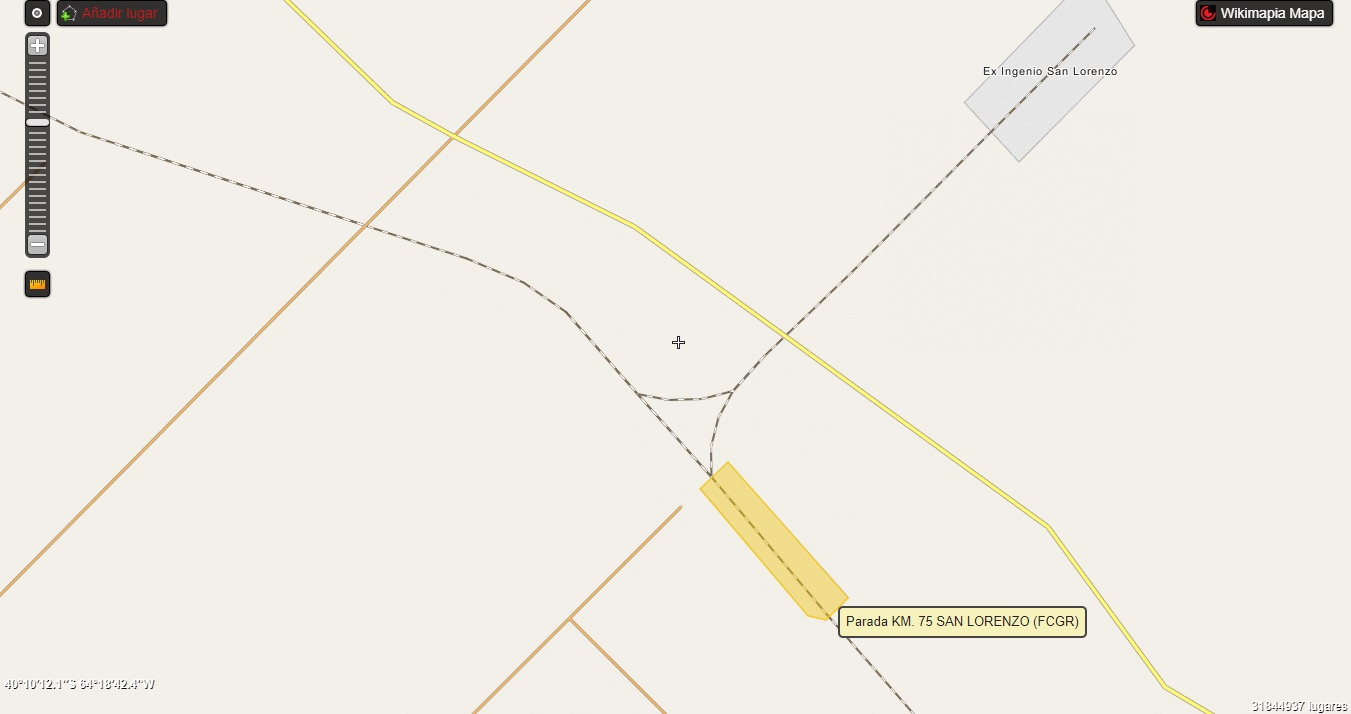
Imagen satelital de donde estuvo el ramal con sus tres puntos de interés: la estación San Lorenzo, el empalme en forma de triángulo y el ingenio azucarero como destino final.

El tercer documento que abordó el ramal fue la guía de horarios de Ferrocarriles del Estado de 1938. En la misma no se detalló grandes diferencias respecto a la guía anterior. No obstante, hubo una mejoría en los tiempos de transbordos y ramal continuó operaba sus servicios con trenes mixtos desde estación Plaza Constitución.
El itinerario de Ferrocarriles del Estado del 15 de diciembre de 1940 fue el último registro antes del cierre del ingenio y la caída de actividad. En el mismo no se hizo mención a Plaza Constitución como destino y se redujo los tiempos de trenes mixtos. El primer viaje partía los sábados desde Vintter a las 16:00, visitando San Lorenzo a las 18:31 y finalizando a las 20:30 en Sosa. En tanto, el segundo partía el martes a las 20:50, pasando por San Lorenzo a las 23:21 y teniendo arribo el día miércoles a las 1:20 a Sosa. Por otro lado, el regreso se producía el viernes a las 4:40 a. m. desde Sosa, pasando a las 6:10 por San Lorenzo y arribando a Vintter a las 9:10. Mientras que el lunes el regreso paría a las 10 a. m. desde Sosa, paso a las 11:30 por San Lorenzo y finalización en Vintter a las 14:30. En cuanto al funcionamiento de todos sus puntos, se hizo por primera vez mención al ramal al ingenio San Lorenzo. El ramal de pocos kilómetros estaba dedicado a las cargas y se situaba desde el kilómetro 75.5, luego por empalme al ingenio San Lorenzo se recorría una vía diferente hacia el kilómetro 77 donde se situaba un apeadero que servía al Ingenio.
El itinerario de 1945 se dedicó a efectuar solo un conteo de los materiales de las líneas del estado. Dentro de la Línea Económica al Valle del Río Negro no se volvió a detallar el ramal y el apeadero Km 77. En su lugar, los 3328 metros de largo del ramal fueron incluidos como vías auxiliares de la estación San Lorenzo. La degradación del ramal a un mero desvío respondió a la cesación de actividades del ingenio que fue vendido en noviembre de 1941.Por último, en el documento se detalla que el apeadero y ramal al ingenio compartían características en común con el resto de la línea.
El itinerario del 3 de enero de 1946 abordó las líneas del Estado y se concentró en las Líneas Patagónicas. Puntualmente, el ferrocarril mostraba el descenso de la actividad producto del cierre del ingenio. Esto se demuestra en que las frecuencias se habían reducido a solo un día  para trenes mixtos de pasajeros y su servicio de cargas pasó a ser condicional en un solo día a la semana. En cuanto al servicio de pasajeros, era operado por trenes mixtos en forma ascendente los sábados desde Vintter a las 16:15, pasando por San Lorenzo a las 18:48 y arribando a Sosa desde las 20:45. El descenso iniciaba el lunes desde Sosa a las 9:15, visitando San Lorenzo a las 10:45 y terminando en Vintter a las 13:45 con una notable reducción de los tiempos. En cambio, las cargas pasaron a ser condicionales y partían desde Vintter los martes a las 12:00, con parada a las 15:10 en San Lorenzo y para arribo a Sosa a las 18:05. Mientras que el regreso se ejecutaba el miércoles desde Sosa a las 9:00, visita a las 10:55 a San Lorenzo y culminación en Vintter a las 15:25. El tren tenía los mayores tiempos de parada en San Lorenzo. Mientras que el servicio de pasajeros se detenía entre 5 y 15 minutos en los otros puntos, en San Lorenzo lo hacía media hora. El motivo fue que la estación San Lorenzo era el único punto habilitado para cargar agua a las locomotoras en el viaje de pasajeros. Asimismo, esta tardanza se vio agravada en el viaje de carga, siendo la espera en una hora. La mayor tardanza de las formaciones en el andén de San Lorenzo pudo ser porque se operaban cargas al ramal al ingenio San Lorenzo a través del empalme que estaba a 100 metros de estación San Lorenzo.
El itinerario del 13 de diciembre de 1948 repitió las mismas condiciones que en itinerario anterior de 1946 y fue el último documento que describió el ramal interno al Ingenio San Lorenzo; aunque se repitió los mismos datos del itinerario de 1940.
El itinerario del 26 de mayo de 1952 abordó las líneas del Ferrocarril Roca que incluyó al ramal. El documento continuó informando que el ferrocarril seguía con una sola frecuencias para trenes mixtos de pasajeros y su servicio de cargas continuó como  condicional en un solo día a la semana y se realizó la supresión del ramal al ingenio; no figurando el empalme al Ingenio San Lorenzo y el apeadero del ingenio al caer en desuso.
El último itinerario fue el de 1960 y constituye el último registro de la línea. En el documento se ve a la línea completamente integrada en el mapa de Ferrocarril Roca y no se volvió a informar del empalme y el ramal al ingenio. Esto confirmó la clausura notificada en el informe de 1958.